# Флаг Польши
Флаг Польши (пол. Flaga Rzeczypospolitej Polskiej) — наряду с гимном и гербом, один из символов Республики Польша и польского народа.
Согласно закону от 31 января 1980 г., символом государства является не сам флаг, а белый и красный цвета, расположенные параллельными горизонтальными полосами равной ширины: верхний — белый, нижний — красный. Цвета являются элементами государственного флага Республики Польша.

## Описание

Флаг, в соответствии с Закон о гербе, цветах и гимне Польской Народной Республики от 31 января 1980 года

Флаг состоит из двух равновеликих горизонтальных полос: верхней белой и нижней красной. Соотношение ширины и длины флага: 5:8.
Польским законодательством в 1980 году утверждён оттенок красного цвета на флаге Республики Польша: RGB (Hex) #D4213D. Белый цвет соответствует RGB (Hex) #E9E8E7

### Флаг с гербом
1 января 1919 года был введён вариант флага с гербом на белой полосе для польских дипломатических представительств, консульств и торговых судов. С 1928 по 1938 год был только флагом торгового флота для отличия от бело-красного флага Международного свода сигналов (латинская буква H и «У меня на борту лоцман»).
Декретом от 7 декабря 1955 года статус флага был подтверждён, а сфера его применения расширена на гражданские аэродромы, аэропорты и польские самолёты за рубежом, а законом от 31 января 1980 года — на портовые управления.
Изображение орла менялось согласно изменениям государственного герба.
Военно-морской флаг также имеет изображение герба, но с треугольным вырезом со свободной стороны.

Вариант флага с гербом
Военно-морской флаг

## История
Цвета флага соответствуют цветам государственного герба: белый — белому орлу, красный цвет — фону герба. В геральдике белый цвет (серебро) обозначает нравственные, духовные ценности и безукоризненную чистоту; красный цвет — символ огня, мужества и отваги.
В Средние века использовался красный флаг с изображённым на нём белым орлом. Под таким знаменем сражались польские войска короля Владислава Ягайло в битве при Грюнвальде в 1410 г.
Знамя Сигизмунда III Вазы состояло из трёх полос (верхняя и нижняя — красные и белая в середине). Знамёна Владислава IV и Яна II Казимира состояли из четырёх полос (первая и третья сверху — красные, вторая и четвёртая сверху — белые). На знамёнах располагался государственный герб.
В период правления Августа II Сильного белые ленты стали крепиться к шлемам польских уланов. Во время Четырёхлетнего сейма (1788—1792) появились бело-красные ленты.
Национальный флаг был официально утверждён Сеймом 7 февраля 1831 г. Бело-красные флаги и ленты использовались как символы национальных восстаний в XIX веке.
После восстановления независимости Польши в 1918 г. бело-красный флаг был официально утверждён Сеймом 1 августа 1919 г. в качестве национального.
2 мая 1945 года польский флаг установлен на прусской колонне Победы, с 2004 года 2 мая считается днём польского флага.

## Галерея

Флаг Королевства Польского, ок. 1290—1569/1795[источник не указан 1165 дней]
Флаг Речи Посполитой, 1569—1795
Флаг Речи Посполитой в период правления династии Васа, 1587—1668
Флаг Речи Посполитой в период правления династии Веттинов, 1697—1763
Флаг Речи Посполитой в период правления Станислава Августа Понятовского, 1764—1795
Флаг Варшавского герцогства, 1807—1815
Флаг Царства Польского, 1815—1832
Флаг военных судов армии Царства Польского, 1815—1833
Флаг Великого княжества Познанского, 1815—1848
Флаг Королевства Польского и Национального правительства[пол.] (Ноябрьское восстание), 1830—1831
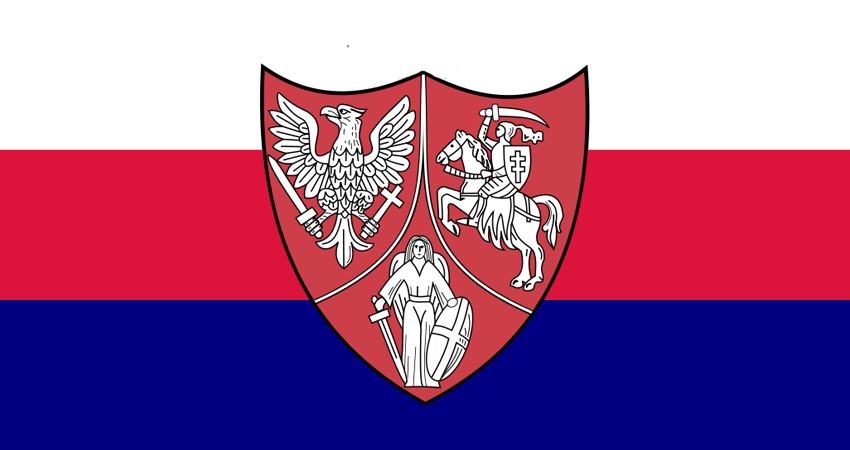
Флаг Национального правительства (Январское восстание), 1863—1864
Флаг Польши, 1919—1928 и 1980 — н. в.
Флаг Польши, 1928—1939 и 1944—1980
Флаг Польского подпольного государства, 1939—1945

## Похожие флаги
Флаг Польши похож (до степени смешения) на несколько государственных, региональных, исторических и городских флагов.

Флаг Чехословакии (1918 — 1920)
Флаг Монако
Флаг Индонезии
Флаг Сингапура
Флаг Тюрингии, Германия
Флаг Зальцбурга, Австрия